# Spring Day
„Spring Day” (kor. 봄날 Bomnal) – koreański singel południowokoreańskiej grupy BTS, wydany 13 lutego 2017 roku. Utwór promował album You Never Walk Alone. Sprzedał się w nakładzie 1 038 805 egzemplarzy w Korei Południowej.
Piosenka wygrała daesang Song of the Year podczas 2017 Melon Music Awards.
Japońska wersja tego utworu, pt. „Spring Day”, pojawiła się na singlu „Chi, ase, namida” (jap. 血、汗、涙) 10 maja 2017 roku.

## Lista utworów
Singel koreański
| Nr | Tytuł                           | Słowa i kompozycja                                                         | Produkcja | Czas |
| -- | ------------------------------- | -------------------------------------------------------------------------- | --------- | ---- |
| 1. | "Spring Day" (kor. 봄날 Bomnal) | Pdogg, Rap Monster, ADORA, Bang Sihyuk, Arlissa Ruppert, Peter Ibsen, Suga | Pdogg     | 4:34 |

## Notowania

### Wersja koreańska
| Lista                         | Najwyższa pozycja |
| ----------------------------- | ----------------- |
| Gaon Weekly Digital Chart     | 1                 |
| Gaon Weekly Download Chart    | 1                 |
| Gaon Weekly Streaming Chart   | 7                 |
| Gaon Weekly BGM Chart         | 8                 |
| Billboard World Digital Chart | 1                 |
| Billboard Canadian Hot 100    | 100               |
| Suomen virallinen lista       | 6                 |
| Japan Hot 100                 | 18                |

### Wersja japońska
| Lista         | Najwyższa pozycja |
| ------------- | ----------------- |
| Japan Hot 100 | 4                 |